# Грапа (село)
Вижте пояснителната страница за други значения на Грапа.
Грапа (на сръбски: Грапа или Grapa) е село в Западните покрайнини, община Цариброд, Пиротски окръг, Сърбия. През 2020 година селото има един жител.

## История
Според регистър на Пиротския кадилък от 1530 година селото има три домакинства и две бащини. Споменава се като Граба в османотурски данъчен регистър на джелепкешаните от 1576 година. Един местен жител - Тодор, домазет, дължи налог от 30 овце.
През 2002 година населението на селото е 4 души, докато през 1991 година е било 7 души.